# Gilman (Illinois)
Gilman – miasto w Stanach Zjednoczonych, w stanie Illinois, w hrabstwie Iroquois.